# Jim Stewart
James F. „Jim“ Stewart (* 29. Juli 1930 in Middleton, Tennessee; † 5. Dezember 2022 in Memphis, Tennessee) war ein Rhythm-and-Blues-Produzent, der sich vor allem als Mitgründer und Labelchef von Stax Records einen Namen gemacht hat.

## Leben
Seine Karriere in der Musikszene begann Stewart als Country-Fiddler. Mit 18 Jahren zog er nach Memphis, wo er bei Sears arbeitete und gelegentlich Auftritte hatte. Nach zwei Jahren Militärzeit kehrte er nach Memphis zurück, schloss sich den Canyon Cowboys an und arbeitete bei einer Bank.
1957 gründete er mit seiner älteren Schwester Estelle Axton sein eigenes Label Satellite Records, das sich nach dem Modell von Sun Records richtete. Noch im selben Jahr veröffentlichte er einen selbstgeschriebenen Country-Song mit dem Titel Blue Roses. Die Single wurde ein Misserfolg, ebenso wie alle anschließenden Versuche.
1959 stellte Stewart Chips Moman als Ingenieur an und produzierte 1960 unter dem Label Satellite mit Gee Whiz von Carla Thomas seinen ersten Hit. Nachdem 1961 das instrumentale Last Night von den Mar-Keys ebenfalls Erfolg gehabt hatte, fand man heraus, dass es bereits ein Plattenlabel namens Satellite Records in Kalifornien gab. Infolgedessen benannten Stewart und Axton ihr Label in Stax Records um. Der Name setzt sich aus den ersten zwei Buchstaben der Nachnamen von Stewart und Axton zusammen. Stax bezog ein ehemaliges Kino auf der East McLemore Avenue in Memphis, in einer überwiegend von Afro-Amerikanern bewohnten Gegend. Im ehemaligen Kassenbereich eröffnete Estelle Axton einen Plattenladen, der sich für das Erkennen aktueller Musiktrends als sehr nützlich erwies.
Schon bald fanden sich Musiker aus der näheren Umgebung ein, darunter Booker T. Jones, Steve Cropper, Donald „Duck“ Dunn und Al Jackson, aus denen Stewart eine labeleigene Band (Booker T. & the M.G.’s) zusammenstellte. Dass zwei der Bandmitglieder weiß und zwei schwarz waren, war zur damaligen Zeit im streng rassengetrennten Tennessee äußerst ungewöhnlich.
Daneben ging Stewart einen Vertrag mit Jerry Wexler von Atlantic Records ein, der es Wexler erlaubte, seine Atlantic-Interpreten in den Studios von Stax zu produzieren. 1972 verkaufte Stewart Stax an Al Bell. 2002 wurde Stewart in der Kategorie Non-Performers in die Rock and Roll Hall of Fame aufgenommen. Jim Stewart starb im Dezember 2022 im Alter von 92 Jahren.